# Rybitví
Rybitví (en allemand : Rybitew) est une commune du district de Pardubice, dans la région de Pardubice, en République tchèque. Sa population s'élevait à 1 461 habitants en 2024.

## Géographie
Rybitví est arrosée par l'Elbe et se trouve à 7 km au nord-ouest de Pardubice, à 19 km au sud-sud-ouest de Hradec Králové et à 91 km à l'est de Prague.
La commune est limitée par Lázně Bohdaneč au nord, par Pardubice à l'est, par Srnojedy au sud, par Pardubice au sud-ouest et par Černá u Bohdanče à l'ouest.
Une grande partie du territoire de la commune est occupée par le complexe chimique Synthesia, qui borde le village à l'est et au sud.

## Histoire
La première mention écrite de la localité date de 1377.

## Transports
Par la route, Rybitví se trouve à 8 km de Pardubice et à 107 km de Prague. 

## Personnalités
Entre 1824 et 1827, le fermier František Veverka (1796-1849) et son cousin, le forgeron Václav Veverka (1799-1848), conçurent les premières charrues inversées.